# Никита Стифат
Никита Стифат (грч. Νικητας Στηθατος) је био православни монах, игуман Студитског манастира, теолог, богослов и писац. Био је поборник исихазма.

## Биографија
Никита Стифат је рођен око 1005. године. У 14-тој години одлази у Студитски манастир. Био је ученик светог Симеона Новог Богослова. Од њега је примио учење исихазма, а након његове смрти наставио да упражњава. Никита је добио надимак "Стифат" ("храбар") због осуду Константина Мономаха за његову везу са Маријом Склиреном .
Године 1054., у име патријарха Михаила Кирулариа, у контексту растућег раскола између источне и западне цркае, који је убрзо довео до Великог раскола, Никита је учествовао у спору о бесквасном хлебу и написао низ радова против латинских обичаја: поста у суботу, целибат и посебно безкрвни хлеб. Ови радови постали су познати не само међу Грцима, већ и на Западу. Кардинал Хумберт написао је протест против његових списа, и након што је убрзо ушао у састав латинске делегације у Цариграду, он се сукобио с њим. Када је Хумберт посетио Студијски манастир заједно са својим царем у склопу путовања у Византију, између њега и Никите је отворена расправа, који је он напустио незадовољан аргументима Никите.
Никита Стифат је умро 1090. године. Пред крај живота, изабран је за игумана Студистског манастира. Његови радови делом су сачувани у Крмчији Светога Саве.